# 18 де Марзо, Бреча 12 ентре Сур 73 и Сур 82 (Ваље Ермосо)
18 де Марзо, Бреча 12 ентре Сур 73 и Сур 82 (шп. 18 de Marzo, Brecha 112 entre Sur 73 y Sur 82) насеље је у Мексику у савезној држави Тамаулипас у општини Ваље Ермосо. Насеље се налази на надморској висини од 15 м.

## Становништво
Према подацима из 2010. године у насељу је живело 7 становника.

### Хронологија
| Година       | 2000       | 2005       | 2010 |
| ------------ | ---------- | ---------- | ---- |
| Становништво | 16 (9 / 7) | 13 (6 / 7) | 7    |

### Попис
| # | Индикатор                     | Вредност |
| - | ----------------------------- | -------- |
| 1 | Укупно домаћинстава           | 2        |
| 2 | Укупно насељених домаћинстава | 2        |
| 3 | Величина локације             | 1        |